# Diagrama de estelación

Diagrama de la estelación del dodecaedro regular, con el pentágono central resaltado. Este diagrama representa la propia cara del dodecaedro

En geometría, un diagrama de estelación o patrón de estelación es un esquema bidimensional de una cara de un poliedro, formado por segmentos rectilíneos que representan las aristas en las que una cara determinada se interseca con las otras. Las líneas hacen que el espacio 2D se divida en regiones. Las regiones que no se cruzan con otras líneas se denominan regiones elementales. Por lo general, las regiones no acotadas se excluyen del diagrama, junto con las partes de las líneas que se extienden hasta el infinito. Cada región elemental representa una cara superior de una celda y una cara inferior de otra.
Se puede usar una colección de estos diagramas, uno para cada tipo de cara, para representar cualquier estelación de un poliedro, sombreando las regiones que deberían aparecer en esa estelación.
Existe un diagrama de estelación para cada cara de un poliedro dado. En los poliedros isoedrales, la simetría se puede usar para conseguir que todas las caras tengan el mismo sombreado en el diagrama. Los poliedros semirregulares como los sólidos arquimedianos tendrán diferentes diagramas de estelación para diferentes tipos de caras.